# Bishop, Kalifornien
Bishop är ett samhälle i centrala Kalifornien, omkring 150 kilometer från Yosemite och 30 kilometer från gränsen till Nevada. Bishop med närliggande samhällen utgör den största samlade befolkningen i Inyo County. Mitt i Bishop övergår USA:s näst längsta väg, U.S. Route 6 i en T-korsning i U.S. Route 395.

## Filminspelningar i Bishop
Bishop och dess närområde har använts för inspelning av westernfilmer med bland annat Clint Eastwood, Charlton Heston, Henry Fonda Cary Grant och Errol Flynn i rollerna.